# VxWorks
VxWorks est un système d'exploitation temps réel multitâche, généralement utilisé dans les systèmes embarqués.
Ce système d'exploitation propriétaire, développé par la firme Wind River (Société créée en 1981, acquise par Intel en juin 2009, revendu au fonds d’investissement TPG Capital. en 2018), a été employé par la NASA pour les missions spatiales du programme Discovery, Mars Pathfinder, Stardust, Messenger, Dawn, les rovers martiens (Spirit, Opportunity, Curiosity et Perseverance) et la sonde Mars Reconnaissance Orbiter. Il a également été utilisé par l'Agence spatiale européenne sur le satellite PROBA-1.
Il est principalement employé par la recherche et l'industrie (aéronautique, automobile, transport, télécommunication), mais également dans de nombreux systèmes de communication d'entreprise (IP PBX Mitel ICP de Mitel Networks, Nortel Communication Servers 1000).
Ce système peut gérer plusieurs cartes mères, chacune possédant à son tour des slots d'extension afin d'y ajouter des interfaces de toutes sortes (sondes de températures, réseau, écran, cartes d'entrées/sorties).
Les langages utilisés avec ce système d'exploitation sont le C, le C++ et l'Ada (AdaCore, qui développe le GNAT Pro, a basé le tasking Ada sur VxWorks pour différentes cibles).
Depuis la version 6.0, l'environnement de développement officiel de VxWorks est Workbench, développé par la société Wind River et basé sur Eclipse. Workbench succède à Tornado, aussi développé par Wind River.